# Megan Moulton-Levy

Megan Moulton-Levy (11 de marzo de 1985) es una jugadora estadounidense de tenis profesional. Su ranking más alto en la WTA en sencillos es 237, que alcanzó el 6 de julio de 2009. Su ranking más alto en dobles es 50, que llegó el 22 de julio de 2013.

## Títulos WTA (1; 0+1)

### Dobles (1)
| Leyenda                    |
| -------------------------- |
| Grand Slam (0)             |
| Juegos Olímpicos (0)       |
| WTA Tour Championships (0) |
| Premier Mandatory (0)      |
| Premier 5 (0)              |
| Premier (0)                |
| International (1)          |

| N.º | Fecha              | Torneos   | Superficie | Compañera    | Oponentes                   | Resultado           |
| --- | ------------------ | --------- | ---------- | ------------ | --------------------------- | ------------------- |
| 1.  | 6 de abril de 2014 | Monterrey | Dura       | Darija Jurak | Tímea Babos Olga Govortsova | 7-6(5), 3-6, [11-9] |